# Henry Hall (clérigo)
Henry Hall (1734–1815) foi arquidiácono de Dorset de 1801 até à sua morte em 29 de maio de 1815.
Hall foi educado no St John's College, em Oxford. Ele também foi reitor da Child Okeford.